# Heywood (Australia)
Heywood – miasto w Australii, w stanie Wiktoria.